# طنوس الشدياق
طنوس الشدياق واسمهُ الكامل طنوس بن يوسف الشدياق (1794 – 1861) هو كاتب لبناني اشتهر بفضل تأليفهِ لعددٍ من الكتب لعلّ أبرزها «أخبار الأعيان في جبل لبنان»، وهو الكتاب الذي حقّق نجاحًا ملحوظًا من حيث الانتشار وعدد المبيعات وساهمَ في شهرة طنوس في الوسط أو الأوساط العربيّة. برز طنوس بن يوسف الشدياق أيضًا في مجال التأريخ حيثُ اشتهر بعمله مع العائلات النبيلة في جبل لبنان.

## الحياة المبكّرة
وُلد طنوس عام 1794، وقد كان الابن الأكبر بين خمسة أبناء لأبي حسين يوسف الشدياق. تلقى تعليمهُ في كسروان التي كانت تُعتبر المنطقة المركزية في جبل لبنان. وضعهُ تعليمهم وعلاقاته مع النبلاء البارزين في الطبقة الثانية من الطبقة الأرستقراطية المحلية. كانت عائلة طنوس عائلة ممتدة من الكَتَبة الذين يخدمون أمراء شهاب وغيرهم من الزعماء المحليين. درس طنوس قواعد اللغة العربية والسريانية وقضى حياته ومسيرتهُ المهنيّة في خدمة أمراء شهاب وكتاجرٍ تابع تعليمه في مجالات الطب والفقه والمنطق والأخلاق والعلوم الطبيعية والتركية والإيطالية.

## المسيرة المهنيّة
برز طنوس بن يوسف بن منصور الشدياق في عالم الكتابة والتأليف في لبنان حينما ألَّف كتاب «أخبار الأعيان في جبل لبنان»، وأتبعهُ بكتاب ثاني هو «مختصر تاريخ البطريرك أسطفان الدويهي الإهدني»، بالإضافة لكتب أخرى لها علاقة بلبنان بالدرجة الأولى.
كتب طنوس مخطوطات عن طائفته المارونية والتاريخ العربي والإسلامي في جبل لبنان وعائلته وقد فُقد بعضهم. كان أهم أعماله – كما ذُكر سابقًا – أخبار الاعيان في جبل لبنان التي أشرف عليها بطرس البستاني، ونُشِر في أجزاء منفصلة في عامي 1855 و1859. وصف فيه طنوس الجغرافيا الطبيعية والسياسية لجبل لبنان، ووثق أنساب عائلاته الإقطاعية، وأرَّخ تاريخ حكم العائلات مثل البوتوريون، آل مانس، آل العساف، إل سيفاس والشهاب.

## قائمة أعماله
هذه قائمةٌ بأبرز أعمال الكاتب والمؤرّخ طنوس الشدياق:
- أخبار الأعيان في جبل لبنان[11]
- مختصر تاريخ البطريرك أسطفان الدويهي الإهدني[12]

## مؤرخون في عصره
- حيدر الشهابي
- حنانيا المنير
- عبد الرحمن الجبرتي
- نقولا الترك
- بطرس البستاني

## أقرأ أيضا
- أحمد فارس الشدياق